# Puchar Świata w Rugby 2023 (kwalifikacje)
Kwalifikacje do Pucharu Świata w Rugby 2023 – rozgrywki, których celem było wyłonienie reprezentacji narodowych w rugby union, które wystąpią w finałach Pucharu Świata w Rugby 2023.

Diagram kwalifikacji do Pucharu Świata 2023

## Informacje ogólne
Turniej finałowy organizowanego przez World Rugby Pucharu Świata odbędzie się we Francji w 2023 i weźmie w nim udział dwadzieścia reprezentacji. Dwanaście drużyn zapewniło sobie automatyczny awans zajmując jedną z pierwszych trzech pozycji w grupach w pierwszej fazie Pucharu Świata 2019 zorganizowanego w Japonii. Wśród nich znalazła się także reprezentacja Francji, zakwalifikowana automatycznie także jako gospodarz turnieju w 2023. W celu obsadzenia pozostałych ośmiu miejsc zaplanowano eliminacje regionalne, których zasady World Rugby ogłosiło w czerwcu 2020. Te miejsca podzielono według następującego klucza geograficznego: 
- dwie najlepsze drużyny kwalifikacji w Ameryce (ich formatu początkowo nie ustalono),
- dwie najlepsze drużyny kwalifikacji w Europie – według łącznej klasyfikacji Rugby Europe Championship z 2021 i 2022,
- najlepsza drużyna kwalifikacji w Afryce – zwycięzca Rugby Africa Cup z 2022,
- jedna drużyna z Oceanii – zwycięzca dwumeczu pomiędzy reprezentacjami Tonga i Samoa,
- jedna drużyna z regionu Azji i Pacyfiku – przegrana drużyna z dwumeczu Samoa – Tonga miała grać ze zwycięzcą Oceania Cup z 2021, a zwycięzca tego starcia miał grać o awans z najlepszą drużyną Azji – zwycięzcą Asia Rugby Championship z 2021,
- najlepsza drużyna z turnieju barażowego kończącego eliminacje, w którym miały wziąć udział trzecie drużyny kwalifikacji w Europie i Ameryce, druga drużyna kwalifikacji w Afryce i przegrany z dwumeczu kończącego eliminacje w regionach Azji i Pacyfiku[1][2].

W listopadzie 2020, przed losowaniem fazy grupowej Pucharu Świata, World Rugby dodatkowo ogłosiło zasady kwalifikacji w regionie Ameryki. Awans mieli uzyskać zwycięzca dwumeczu między mistrzami Ameryki Północnej i Ameryki Południowej z 2021 oraz zwycięzca dwumeczu między przegranym z dwumeczu mistrzów i zwycięzcą dwumeczu pomiędzy wicemistrzami kontynentów.

## Zakwalifikowane drużyny
|                           | Ameryka                                   | Europa                                                   | Afryka               | Oceania                             | Azja                     |
| ------------------------- | ----------------------------------------- | -------------------------------------------------------- | -------------------- | ----------------------------------- | ------------------------ |
| Automatyczna kwalifikacja | - Argentyna                               | - Francja - Anglia - Walia - Irlandia - Szkocja - Włochy | - Południowa Afryka  | - Nowa Zelandia - Australia - Fidżi | - Japonia                |
| Regionalne eliminacje     | - Urugwaj (Ameryka 1) - Chile (Ameryka 2) | - Gruzja (Europa 1) - Rumunia (Europa 2)                 | - Namibia (Afryka 1) | - Samoa (Oceania 1)                 | —                        |
| Play-off                  | —                                         | —                                                        | —                    | - Tonga (Azja/Pacyfik 1)            | - Tonga (Azja/Pacyfik 1) |
| Baraż                     | - Portugalia (Baraż)                      | - Portugalia (Baraż)                                     | - Portugalia (Baraż) | - Portugalia (Baraż)                | - Portugalia (Baraż)     |

## Kwalifikacje

### Puchar Świata w Rugby 2019
Automatyczny awans uzyskały drużyny, które zajęły jedno z pierwszych trzech miejsc w swoich grupach podczas pierwszej fazy Pucharu Świata 2019. Wśród nich znalazła się reprezentacja Francji, która automatyczny awans zapewniła sobie jako gospodarz turnieju w 2023.
| Miejsce | Grupa A  | Grupa B           | Grupa C   | Grupa D   |
| ------- | -------- | ----------------- | --------- | --------- |
| 1.      | Japonia  | Nowa Zelandia     | Anglia    | Walia     |
| 2.      | Irlandia | Południowa Afryka | Francja   | Australia |
| 3.      | Szkocja  | Włochy            | Argentyna | Fidżi     |

### Ameryka

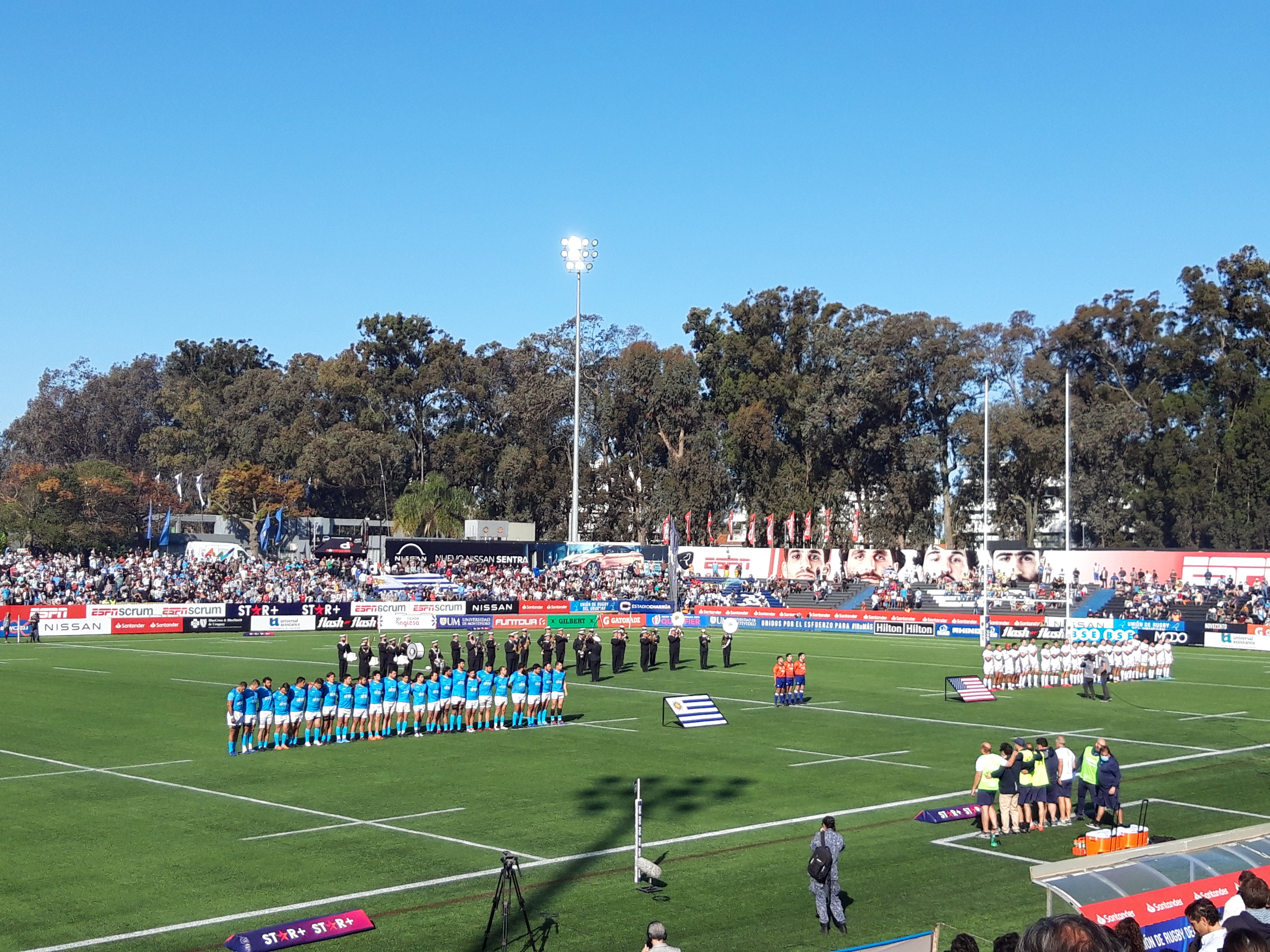
Reprezentacje Urugwaju i Stanów Zjednoczonych przed meczem kwalifikacji w Montevideo, 9 października 2021

Zmagania o awans na Puchar Świata w strefie Ameryki (dwie najlepsze drużyny awansują bezpośrednio, trzecia awansuje do barażu) zaplanowano jako proces play-off, w którym uczestniczyły po dwie najlepsze drużyny obu kontynentów. W pierwszym etapie zaplanowano dwa dwumecze: pomiędzy mistrzami obu kontynentów (zwycięzca zdobywał awans, przegrany trafiał do drugiej rundy) oraz pomiędzy ich wicemistrzami (zwycięzca trafiał do drugiej rundy). W drugiej rundzie zaplanowano dwumecz między przegranym ze starcia mistrzów i zwycięzcą starcia wicemistrzów – zwycięzca awansował na Puchar Świata, a przegrany dostawał szansę na awans w barażu międzykontynentalnym.
W strefie Ameryki Północnej podjęto decyzję o rezygnacji z rozgrywek dla państw z Ameryki Środkowej oraz o automatycznym przyznaniu awansu do zmagań międzykontynentalnych dwóm drużynom: Stanom Zjednoczonym i Kanadzie. Te drużyny rozegrały dwumecz decydujący o rozstawieniu w fazie starć z ekipami z Ameryki Południowej – w pierwszym spotkaniu nieoczekiwanie wygrała Kanada, ale w rewanżu Stany Zjednoczone odrobiły stratę i awansowały do finału kwalifikacji amerykańskich.
W strefie Ameryki Południowej proces wyłonienia drużyn uczestniczących w fazie play-off zaplanowano dwuetapowo. W pierwszym etapie, miały odbyć się dwa mecze – Brazylii z Paragwajem oraz Chile z Kolumbią. Zwycięzcy tych spotkań mieli awansować do kolejnego etapu, na którym dołączyć do nich miał Urugwaj. Zwycięzca tego turnieju kwalifikował się do play-off jak mistrz Ameryki Południowej, a druga drużyna jako wicemistrz.
W pierwszym etapie do skutku doszedł tylko jeden mecz: Brazylia pokonała Paragwaj 29:0. Natomiast drugie spotkanie zostało odwołane z powodu zachorowań na COVID-19 w drużynie Kolumbii i ekipa Chile otrzymała awans do drugiego etapu bez walki. W drugim etapie odpadła Brazylia: w rozgrywanym w Urugwaju turnieju triumfowali gospodarze, drugie miejsce zajęło Chile i te drużyny awansowały do zmagań z drużynami z Ameryki Północnej.
W dwumeczu o awans na Puchar Świata pomiędzy najlepszymi drużynami z obu kontynentów, choć to Stany Zjednoczone wygrały pierwsze spotkanie, w drugim uległy Urugwajowi i to ta ekipa, dzięki lepszemu bilansowi punktów, wywalczyła awans. W starciach drugich ekip z obu kontynentów również górą była drużyna z Ameryki Południowej: Chile przegrało pierwszy mecz z Kanadą, ale wygrało w rewanżu. Porażka Kanady oznaczała, że reprezentacja tego kraju nie zagra w Pucharze Świata po raz pierwszy w historii tej imprezy.
Drugie miejsce przeznaczone dla Ameryki zdobyła reprezentacja Chile po dramatycznym dwumeczu przeciwko Stanom Zjednoczonym. Pierwsze spotkanie Amerykanie wygrali jednym punktem, natomiast w rewanżu na swoim boisku przegrali dwoma punktami. Chile awansowało do Pucharu Świata po raz pierwszy w historii, natomiast reprezentacja Stanów Zjednoczonych zachowała szansę na awans poprzez międzykontynentalny turniej barażowy.

#### Wyniki spotkań
Pierwszy etap kwalifikacji południowoamerykańskich:
| 26 czerwca 2021 | Brazylia                                                                                       | 29:0          | Paragwaj      | Estadio Martins Pereira, São José dos Campos Sędzia: Damián Scheider |
| 26 czerwca 2021 | Punkty: Moisés Duque 19 (2pd 2dg 3K), Lucas Spago 5 (P), Felipe Sancery 5 (P) Gabriel Paganini | (6:0) Relacja | Camilo Orrego | Estadio Martins Pereira, São José dos Campos Sędzia: Damián Scheider |

|  | Chile   | odwołano | Kolumbia |  |
|  | Relacja |          |          |  |

Drugi etap kwalifikacji południowoamerykańskich (turniej w Urugwaju):
| 11 lipca 2021 | Brazylia                                                                                          | 13:23          | Chile | Estadio Charrúa, Montevideo Sędzia: Gianclucca Gniacci (Włochy) |
| 11 lipca 2021 | Punkty: Daniel Lima Maranhao 5 (P), Moisés Duque 5 (pd K), Felipe Sancery 3 (dg) Gabriel Paganini | (10:7) Relacja | Punkty: Francisco Urroz 11 (pd 3K), Matías Dittus 5 (P), Augusto Böhme 5 (P), Rodrigo Fernández 2 (pd) Camilo Orrego | Estadio Charrúa, Montevideo Sędzia: Gianclucca Gniacci (Włochy) |

| 18 lipca 2021 | Urugwaj                                                         | 15:10          | Chile                                                      | Estadio Charrúa, Montevideo Sędzia: Andrea Piardi (Włochy) |
| 18 lipca 2021 | Punkty: Daniel Germán Kessler 10 (2P), Felipe Berchesi 5 (pd K) | (7:10) Relacja | Punkty: Rodrigo Fernández 2 (pd), Santiago Videla 5 (pd K) | Estadio Charrúa, Montevideo Sędzia: Andrea Piardi (Włochy) |

| 25 lipca 2021 | Urugwaj | 36:13           | Brazylia                                                        | Estadio Charrúa, Montevideo Sędzia: Andrea Piardi (Włochy) |
| 25 lipca 2021 | Punkty: Gastón Mieres 15 (3P), Rodrigo Silva 5 (P), Juan Echeverría 5 (P), Felipe Berchesi 4 (2pd), karne przyłożenie – 7 Manuel Ardao | (10:13) Relacja | Punkty: Moisés Duque 6 (2K), karne przyłożenie – 7 André Arruda | Estadio Charrúa, Montevideo Sędzia: Andrea Piardi (Włochy) |

Kwalifikacje północnoamerykańskie:
| 4 września 2021 | Kanada | 34:21           | Stany Zjednoczone | Swilers Rugby Park, St. John’s Sędzia: Mike Adamson (Szkocja) |
| 4 września 2021 | Punkty: Peter Nelson 14 (4pd 2K), Corey Thomas 5 (P), Lucas Rumball 5 (P), Ben LeSage 5 (P), Brock Webster 5 (P) Matt Heaton, Conor Keys | (10:14) Relacja | Punkty: Jamason Faʻanana-Schultz 5 (P), Tavite Lopeti 5 (P), Will Magie 2 (pd), AJ MacGinty 2 (pd), karne przyłożenie – 7 | Swilers Rugby Park, St. John’s Sędzia: Mike Adamson (Szkocja) |

| 11 września 2021 | Stany Zjednoczone | 38:16          | Kanada                                                                 | Infinity Park, Glendale Sędzia: Mike Adamson (Szkocja) |
| 11 września 2021 | Punkty: Hanco Germishuys 15 (3P), Ruben de Haas 8 (P dg), Christian Dyer 5 (P), Joe Taufeteʻe 5 (P), AJ MacGinty 5 (pd K) Jamason Faʻnana-Schultz | (25:9) Relacja | Punkty: Peter Nelson 6 (2K), Cooper Coats 3 (K), karne przyłożenie – 7 | Infinity Park, Glendale Sędzia: Mike Adamson (Szkocja) |

Dwumecz o awans jako Ameryka 1:
| 2 października 2021 17:00 PDT | Stany Zjednoczone                                                                   | 19:16          | Urugwaj                                                     | Infinity Park, Glendale Sędzia: Frank Murphy (Irlandia) |
| 2 października 2021 17:00 PDT | Punkty: Cam Dolan 5 (P), Christian Dyer 5 (P), Mika Kruse 5 (P), Will Magie 4 (2pd) | (14:3) Relacja | Punkty: Felipe Berchesi 11 (pd 3K), Guillermo Pujadas 5 (P) | Infinity Park, Glendale Sędzia: Frank Murphy (Irlandia) |

| 9 października 2021 | Urugwaj                                                                                               | 34:15          | Stany Zjednoczone                                                                   | Estadio Charrúa, Montevideo Sędzia: Damián Schneider (Argentyna) |
| 9 października 2021 | Punkty: Federico Favaro 14 (4pd 2K), Rodrigo Silva 10 (2P), Gastón Mieres 5 (P), Facundo Gattas 5 (P) | (13:8) Relacja | Punkty: Mika Kruse 5 (P), Christian Dyer 5 (P), Will Magie 3 (K), Luke Carty 2 (pd) | Estadio Charrúa, Montevideo Sędzia: Damián Schneider (Argentyna) |

Dwumecz o awans do dwumeczu barażowego:
| 2 października 2021 18:00 MST | Kanada                                                                                                  | 22:21         | Chile                                                                         | Starlight Stadium, Langford Sędzia: Chris Busby (Irlandia) |
| 2 października 2021 18:00 MST | Punkty: Ross Braude 10 (2P), Corey Thomas 5 (P), Peter Nelson 4 (2pd), Robbie Povey 3 (K) Tyler Rowland | (5:9) Relacja | Punkty: Santiago Videla 11 (pd 3K), Clemente Saavedra 10 (2P) Javier Carrasco | Starlight Stadium, Langford Sędzia: Chris Busby (Irlandia) |

| 9 października 2021 | Chile | 33:24          | Kanada | Estadio Elías Figueroa Brander, Valparaíso Sędzia: Nehuén Jauri Rivero (Argentyna) |
| 9 października 2021 | Punkty: Santiago Videla 23 (P 3pd 4K), Rodrigo Fernández 5 (P), Matías Dittus 5 (P) Augusto Böhme, Salvador Lues | (16:3) Relacja | Punkty: Peter Nelson 7 (2pd K), Eric Howard 5 (P), Andrew Quattrin 5 (P), Kainoa Lloyd 5 (P), Robbie Povey 2 (pd) Djustice Sears-Duru | Estadio Elías Figueroa Brander, Valparaíso Sędzia: Nehuén Jauri Rivero (Argentyna) |

Dwumecz o awans jako Ameryka 2:
| 9 lipca 2022 18:00 DST | Chile                                                                         | 21:22         | Stany Zjednoczone                                                                               | Estadio Santa Laura Universidad SEK, Santiago Sędzia: Nic Berry (Australia) |
| 9 lipca 2022 18:00 DST | Punkty: Santiago Videla 16 (P pd 3K), Rodrigo Fernández 5 (P) Santiago Videla | (6:7) Relacja | Punkty: AJ MacGinty 7 (2pd K), Christian Dyer 5 (P), Joe Taufeteʻe 5 (P), Kapeli Pifeleti 5 (P) | Estadio Santa Laura Universidad SEK, Santiago Sędzia: Nic Berry (Australia) |

| 16 lipca 2022 13:00 MDT | Stany Zjednoczone                                                                         | 29:31           | Chile | Infinity Park, Glendale Widzów: 5000 Sędzia: Luke Pearce (Anglia) |
| 16 lipca 2022 13:00 MDT | Punkty: AJ MacGinty 14 (P 3pd K), Martin Iosefo 10 (2P), Joe Taufeteʻe 5 (P) Nick Civetta | (19:14) Relacja | Punkty: Santiago Videla 16 (P 4pd K), Marcelo Torrealba 5 (P), Nicolás Garafulic 5 (P), Matías Dittus 5 (P) | Infinity Park, Glendale Widzów: 5000 Sędzia: Luke Pearce (Anglia) |

### Europa
O kwalifikacji z Europy decydowała połączona klasyfikacja dwóch sezonów najwyższego poziomu Rugby Europe International Championships: Rugby Europe Championship 2021 i Rugby Europe Championship 2022 (dwie najlepsze drużyny awansują bezpośrednio na Puchar Świata, a trzecia do turnieju barażowego). Szansę na awans uzyskało siedem drużyn: Gruzja, Hiszpania, Portugalia, Rosja i Rumunia, a także uczestniczące w barażu o awans do Rugby Championship 2021 Belgia i Holandia (w sezonie 2020/2021 zrezygnowano z powodu pandemii COVID-19 z rozgrywania drugiego poziomu REIC, co oznaczało brak spadków i awansów w Rugby Europe Championship pomiędzy sezonami 2021 i 2022).
Rozgrywki Rugby Europe Championship 2021 rozpoczęły się 6 lutego 2021. Pierwszy mecz rozegrano w Soczi pomiędzy Rosją i Rumunią, wygrany przez gospodarzy 18:13. Rozgrywki rozpoczęto nie czekając na wyłonienie szóstego ich uczestnika – baraż pomiędzy Belgią i Holandią rozegrano 29 maja 2021. W spotkaniu tym Belgia uległa Holandii 21:23 i odpadła z kwalifikacji, a Holandia awansowała do Rugby Europe Championship. A już 27 czerwca swoje zwycięstwo w edycji rozgrywek w 2021 potwierdziła Gruzja, która pokonując Holandię zebrała komplet zwycięstw. Ostatecznie rozgrywki REC 2021 zakończyły się w grudniu 2021. Gruzja uzyskała dużą przewagę nad resztą stawki (10 punktów nad kolejnymi drużynami w tabeli, Rumunią i Portugalią), natomiast zawody na ostatnim miejscu tabeli, bez ani jednego punktu, zakończyła Holandia. Rozgrywki REC 2022 zaplanowano na luty i marzec 2022.
W drugim sezonie rozgrywek wykluczono z rywalizacji reprezentację Rosji: w związku z inwazją na Ukrainę została zawieszona w prawach członka World Rugby i Rugby Europe, a następnie jej trzy pozostałe mecze w kwalifikacjach zostały odwołane – jej rywalom (Gruzji, Holandii i Hiszpanii) przyznano po cztery punkty. Dzięki temu na dwie kolejki przed końcem pewna awansu była Gruzja. W przedostatniej kolejce spotkań awans zapewniła sobie reprezentacja Hiszpanii dzięki zwycięstwu nad Portugalią 33:28. Trzecie miejsce w kwalifikacjach europejskich zajęła Rumunia, która dzięki temu awansowała do międzykontynentalnego barażu kończącego kwalifikacje i zachowała szansę na awans.
Po zakończeniu rozgrywek World Rugby zbadało mecze reprezentacji Hiszpanii i stwierdziło, że w dwóch z nich wystąpił zawodnik nieuprawniony do reprezentowania Hiszpanii. W związku z tym panel dyscyplinarny organizacji odjął z dorobku tej reprezentacji 10 punktów oraz ukarał federację karą finansową. Odjęcie punktów spowodowało zmiany w klasyfikacji turniejowej skutkujący odebraniem awansu Hiszpanii, a w to miejsce awansem Rumunii oraz zakwalifikowaniem się Portugalii do międzykontynentalnego barażu.

#### Wyniki spotkań
Baraż o awans do Rugby Europe Championship:
| 29 maja 2021 14.00 CET | Belgia                                                                                      | 21:23          | Holandia                                                                         | Complexe sportif du Pachy, Waterloo Sędzia: Andrea Piardi |
| 29 maja 2021 14.00 CET | Punkty: Alan Williams 6 (3pd), Maxime Jadot 5 (P), Jens Torfs 5 (P), Thomas de Molder 5 (P) | (0:10) Relacja | Punkty: David Weersma 18 (P 2pd 3K), Bart Wierenga 5 (P) Christopher van Leeuwen | Complexe sportif du Pachy, Waterloo Sędzia: Andrea Piardi |

Rugby Europe Championship:
Łączna klasyfikacja Rugby Europe Championship 2021 i 2022:
|   | Drużyna    | Mecze | Wygrane | Remisy | Przegrane | Bilans punktów | Punkty dodatkowe | Punkty odjęte | Punkty |
| - | ---------- | ----- | ------- | ------ | --------- | -------------- | ---------------- | ------------- | ------ |
| 1 | Gruzja     | 10    | 9       | 1      | 0         | 325:146        | 5                |               | 44     |
| 2 | Rumunia    | 10    | 6       | 0      | 4         | 289:232        | 4                |               | 28     |
| 3 | Portugalia | 10    | 5       | 1      | 4         | 335:237        | 4                |               | 26     |
| 4 | Hiszpania  | 10    | 6       | 0      | 4         | 344:244        | 5                | –10           | 19     |
| 5 | Rosja      | 10    | 2       | 0      | 8         | 159:217        | 2                |               | 10     |
| 6 | Holandia   | 10    | 1       | 0      | 9         | 98:464         | 0                |               | 4      |

### Afryka
Kwalifikacje afrykańskie zaplanowano jako rozgrywki Rugby Africa Cup 2021/2022 (którego najlepsza drużyna awansuje bezpośrednio na Puchar Świata, a druga do turnieju barażowego). Proces zaplanowano trójetapowo. Pierwszym etapem był turniej w czerwcu 2021 w Wagadugu w Burkinie Faso pierwotnie zaplanowany z udziałem czterech drużyn: Burkina Faso, Burundi, Kamerunu i Nigerii. Turniej rozgrywano systemem kołowym, a zwycięzca uzyskał awans do drugiego etapu rozgrywek. Drugi etap zaplanowano na lipiec 2021: 12 drużyn (11 wcześniej zakwalifikowanych oraz zwycięzca pierwszego etapu) miało zostać podzielonych na cztery grupy po trzy zespoły. W każdej z grup rozgrywki miały być prowadzone systemem kołowym. Dwie najlepsze drużyny z każdej grupy awansowały do finałowego turnieju Rugby Africa Cup zaplanowanego na 2022. Rozgrywki poszczególnych grup drugiego etapu zaplanowano w Namibii, Kenii, Ugandzie i Tunezji. Finałowy turniej Rugby Africa Cup zaplanowano w 2022 w formie pucharowej (ćwierćfinały, półfinały i finał).
Turniej pierwszego etapu ostatecznie odbył się w składzie trzech zespołów – wykluczono z niego Nigerię, która na miesiąc przed rozpoczęciem zawodów została zawieszona przez Rugby Afrique z powodu rozwiązania przez rząd tamtejszej federacji. Zwycięzcą zawodów została reprezentacja gospodarzy – Burkina Faso.
W drugim etapie doszło do zmiany planowanych gospodarzy turniejów: w miejsce Namibii przeniesiono mecze jednej z grup do Wybrzeża Kości Słoniowej, a z powodu epidemii zrezygnowano z rozgrywania turnieju w Tunezji. Reprezentacja tego ostatniego kraju wycofała się z rywalizacji i w efekcie w grupie D doszło do dwumeczu pomiędzy Zimbabwe (nowym gospodarzem grupy) i Burkina Faso. W pierwszych meczach grup A i B doszło do sensacji: porażki ze znacznie niżej notowanymi rywalami doznały reprezentacje Kenii (z Senegalem) i Namibii (z Wybrzeżem Kości Słoniowej). Jednak obie drużyny wygrały swoje drugie spotkania w grupach i awansowały do fazy finałowej.
Na podstawie wyników spotkań grupowych ustalono zestawienie par ćwierćfinałowych finałowej fazy turnieju: Namibia – Burkina Faso, Senegal – Algieria, Uganda – Kenia i Zimbabwe – Wybrzeże Kości Słoniowych. We wrześniu 2021 postanowiono, że ta faza odbędzie się w lipcu 2022 we Francji. Turniej odbył się w formie pucharowej i zakończył zwycięstwem Namibii, która awansowała do Pucharu Świata po raz trzeci z rzędu. Pokonała ona kolejno Burkinę Faso, Zimbabwe, a w finale 36:0 Kenię. Reprezentacja Kenii zachowała szansę na awans do Pucharu Świata dzięki kwalifikacji do turnieju barażowego.

### Oceania
W regionie Oceanii bezpośredni awans do Pucharu Świata uzyskał zwycięzca dwumeczu pomiędzy reprezentacjami Tonga i Samoa. Druga drużyna z tego regionu awansowała do play-off z drużyną z Azji: planowano, że będzie to zwycięzca zmagań pomiędzy przegranym z dwumeczu Tonga i Samoa oraz zwycięzcą Oceania Rugby Men’s Championship 2021. Jednak z powodu rozwijającej się w regionie pandemii w końcu kwietnia 2021 ogłoszono, że planowane na czerwiec 2021 w Papui-Nowej Gwinei mistrzostwa, w których miało wystąpić pięć drużyn, zostały odwołane. W tej sytuacji miejsce przeznaczone dla ich zwycięzcy w kwalifikacjach przyznano reprezentacji najwyżej notowanej w rankingu World Rugby – Wyspom Cooka.
W dwumeczu Tonga i Samoa już pierwszy mecz przyniósł w praktyce rozstrzygnięcie: Samoa wygrało bardzo wysoko, 42:13. W drugim spotkaniu przypieczętowało swój awans do Pucharu Świata, wygrywając 37:15. Kwalifikacje wewnątrz strefy Oceanii zakończył rozegrany tydzień później pojedynek przegranego z poprzedniego dwumeczu Tonga przeciwko Wyspom Cooka. Tonga wygrało 54:10 i zapewniło sobie awans do meczu z mistrzem Azji.

#### Wyniki spotkań
Dwumecz pomiędzy Tonga i Samoa:
| 10 lipca 2021 | Samoa | 42:13         | Tonga                                                                     | Mount Smart Stadium, Auckland Widzów: 3000 |
| 10 lipca 2021 | Punkty: Henry Taefu 20 (P 3pd 3K), Ray Niuia 5 (P), Alamanda Motuga 5 (P), Teofilo Fidow 5 (P), Stacey Ili 5 (P), D’Angelo Leuila 2 (pd) | (6:3) Relacja | Punkty: Sonatane Takulua 8 (pd 2K), Viliami Taulani 5 (P) Viliami Taulani | Mount Smart Stadium, Auckland Widzów: 3000 |

| 17 lipca 2021 | Samoa | 37:15          | Tonga                                                                      | FMG Stadium, Hamilton |
| 17 lipca 2021 | Punkty: Henry Taefu 18 (3pd 4K), Ed Fidow 5 (P), Jonathan Taumateine 5 (P), Stacey Ili 5 (P), Kalolo Tuiloma 5 (P) | (20:3) Relacja | Punkty: Jay Fonokalafi 5 (P), Sione Tuʻipulotu 5 (P), James Faiva 5 (pd K) | FMG Stadium, Hamilton |

Baraż pomiędzy Tonga i Wyspami Cooka:
| 24 lipca 2021 | Tonga | 54:10           | Wyspy Cooka                                                | Navigation Homes Stadium, Pukekohe |
| 24 lipca 2021 | Punkty: James Faiva 19 (P 7pd), Sonatane Takulua 10 (2P), Sione Tuʻipulotu 10 (2P), Walter Fifita 5 (P), Sam Vaka 5 (P), Paula Mahe 5 (P) | (26:10) Relacja | Punkty: Ben Tou 5 (P), Toka Sopoaga 5 (pd K) Francis Smith | Navigation Homes Stadium, Pukekohe |

### Azja
Najlepsza drużyna kwalifikacji azjatyckich uzyskiwała prawo do gry w play-off o awans na Puchar Świata z drużyną z Oceanii. Wyłonienie tej drużyny miało nastąpić w ramach rozgrywek Asia Rugby Men’s Championship 2021. Rozgrywki zaplanowano od 5 maja do 26 czerwca 2021 w formie turnieju rozgrywanego systemem kołowym, mecz i rewanż, z udziałem trzech drużyn: Hongkongu, Korei Południowej i Malezji. 
Turniej mistrzowski nie doszedł do skutku w planowanym terminie z powodu pandemii COVID-19. Przeniesiono go na listopad 2021 i zmieniono formułę: zaplanowano jedną turę meczów (bez rewanżów), w tylko jednej lokalizacji. W tym terminie ponownie się nie odbył, a wstępnie zaplanowano go ponownie na styczeń 2022, znów systemem kołowym, mecz i rewanż. Po kolejnym fiasku organizacji kolejny termin wyznaczono na przełom maja i czerwca 2022 (ponownie bez rewanżców. W kwietniu 2022 wycofanie się z rywalizacji z powodu obostrzeń związanych z pandemią uniemożliwiających przygotowanie się do turnieju ogłosiła federacja Hongkongu, jednak pod koniec tego samego miesiąca federacja azjatycka ogłosiła nowy format rozgrywek z uwzględnieniem reprezentacji Hongkongu. Turniej zaplanowano jako składający się z dwóch spotkań – pierwszego pomiędzy Koreą Południową i Malezją, oraz drugiego pomiędzy zwycięzcą pierwszego meczu oraz Hongkongiem (ze zwycięzcą pierwszego spotkania jako gospodarzem).
Pierwszy mecz rozegrano 4 czerwca 2022 – Korea Południowa pokonała wysoko Malezję i awansowała do starcia z Hongkongiem, którego stawką był tytuł mistrza Azji. W finale azjatyckich rozgrywek Korea uległa Hongkongowi 21:23 po zaciętym meczu, rozstrzygniętym przez rzut karny w ostatniej akcji, mimo że większość meczu grała z przewagą jednego zawodnika.

### Play-off Azja – Oceania
Baraż między najlepszą drużyną Asia Rugby Men’s Championship 2021 oraz drugim zespołem ze strefy Oceanii zaplanowano w formie jednego spotkania, które miało być rozegrane na boisku drużyny wyżej sklasyfikowanej w rankingu World Rugby. Do barażu awansowały reprezentacje Hongkongu i Tonga. Ostatecznie spotkanie odbyło się na neutralnym terenie, w Sunshine Coast w Australii. Tonga wygrało mecz 44:22, a duży udział w zwycięstwie miał kapitan reprezentacji tego kraju, Sonatane Takulua, który zdobył trzy przyłożenia. Tonga awansowało na Puchar Świata, natomiast Hongkongowi pozostała szansa na awans dzięki udziałowi w barażu międzykontynentalnym.

#### Wynik spotkania
| 23 lipca 2022 17:30 AEST | Tonga | 44:22          | Hongkong                                                               | Sunshine Coast Stadium, Kawana Waters Sędzia: Damon Murphy |
| 23 lipca 2022 17:30 AEST | Punkty: Sonatane Takulua 15 (3P), William Havili 14 (4pd 2K), Siegfried Fisiʻihoi 5 (P), Telusa Veainu 5 (P), Anzelo Tuitavuki 5 (P) Siua Maile | (20:8) Relacja | Punkty: Matt Worley 10 (2P), Gregor McNeish 7 (2pd K), Alex Post 5 (P) | Sunshine Coast Stadium, Kawana Waters Sędzia: Damon Murphy |

### Baraż
W turnieju barażowym, którego stawką było ostatnie miejsce w Pucharze Świata, wzięły udział cztery drużyny z czterech kontynentów. Jako pierwsza awans do niego uzyskała Rumunia, która zajęła trzecie miejsce w kwalifikacjach europejskich. Wskutek odjęcia punktów Hiszpanii i zmiany końcowych wyników kwalifikacji europejskich Rumunia zyskała bezpośredni awans i została zastąpiona w barażu przez Portugalię. Ze strefy afrykańskiej do turnieju awansowała Kenia, a z amerykańskiej Stany Zjednoczone. Stawkę uzupełnił przegrany z barażu stref Azji i Oceanii, Hongkong. Rozegranie turnieju zaplanowano od 8 do 16 listopada 2022 w Dubaju na stadionie The Sevens w formacie kołowym, każdy z każdym. 
Turniej wygrała reprezentacja Portugalii – o awansie zadecydował ostatni mecz turnieju, w którym drużyna z Europy zremisowała ze Stanami Zjednoczonymi 16:16 dzięki rzutowi karnemu wyegzekwowanemu w ostatniej akcji meczu.

#### Wyniki spotkań
| 6 listopada 2022 16:00 GST | Stany Zjednoczone | 68:14          | Kenia                                                                              | The Sevens, Dubaj |
| 6 listopada 2022 16:00 GST | Punkty: Dylan Fawsitt 15 (3P), Christian Dyer 15 (3P), AJ MacGinty 10 (5pd), Luke Carty 8 (4pd), Jamason Faʻanana-Schultz 5 (P), Nate Augspurger 5 (P), Mike Sosene Feagai 5 (P), Mitch Wilson 5 (P) Siaosi Mahoni | (19:0) Relacja | Punkty: Brian Juma 5 (P), Joshua Weru 5 (P), Darwin Mukidza 4 (2pd) Geofrey Okwach | The Sevens, Dubaj |

| 6 listopada 2022 18:30 GST | Portugalia | 42:14          | Hongkong                                                                 | The Sevens, Dubaj |
| 6 listopada 2022 18:30 GST | Punkty: Samuel Marques 12 (6pd), Raffaele Storti 10 (2P), José Madeira 5 (P), Miguel Morais 5 (P), Rodrigo Marta 5 (P), José Lima 5 (P) João Granate, Duarte Torgal | (21:7) Relacja | Punkty: Alexander Post 5 (P), Jack Neville 5 (P), Gregor McNeish 4 (2pd) | The Sevens, Dubaj |

| 12 listopada 2022 16:00 GST | Portugalia | 85:0           | Kenia                     | The Sevens, Dubaj |
| 12 listopada 2022 16:00 GST | Punkty: Mike Tadjer 15 (3P), Samuel Marques 14 (7pd), Vincent Pinto 10 (2P), Tomás Appleton 10 (2P), Manuel Cardoso Pinto 5 (P), José Lima 5 (P), José Rebelo de Andrade 5 (P), João Belo 5 (P), Lionel Campergue 5 (P), Jerónimo Portela 2 (pd), Nuno Sousa Guedes 2 (pd) | (19:0) Relacja | Geofrey Okwach Brian Juma | The Sevens, Dubaj |

| 12 listopada 2022 18:30 GST | Stany Zjednoczone | 49:7           | Hongkong                                          | The Sevens, Dubaj |
| 12 listopada 2022 18:30 GST | Punkty: AJ MacGinty 12 (6pd), Nate Augspurger 10 (2P), Jamason Faʻanana-Schultz 5 (P), Kapeli Pifeleti 5 (P), Cam Dolan 5 (P), Mitch Wilson 5 (P), Moni Tongaʻuiha 5 (P), Luke Carty 2 (pd) | (28:0) Relacja | Punkty: Matt Worley 5 (P), Nikolas Cumming 2 (pd) | The Sevens, Dubaj |

| 18 listopada 2022 16:00 GST | Hongkong | 22:18          | Kenia                                                                                 | The Sevens, Dubaj |
| 18 listopada 2022 16:00 GST | Punkty: Gregor McNeish 7 (2pd K), Luke Van Der Smit 5 (P), Sean Taylor 5 (P), Jak Lam 5 (P) Matt Worley, Nathan De Thierry, Bryn Phillips | (7:18) Relacja | Punkty: Geoffrey Ominde 8 (pd 2K), John Okoth 5 (P), Jacob Ojee 5 (P) Geoffrey Ominde | The Sevens, Dubaj |

| 18 listopada 2022 18:30 GST | Stany Zjednoczone                                                     | 16:16          | Portugalia                                                                              | The Sevens, Dubaj |
| 18 listopada 2022 18:30 GST | Punkty: AJ MacGinty 11 (pd 3K), Kapeli Pifeleti 5 (P) Nate Augspurger | (9:10) Relacja | Punkty: Samuel Marques 11 (pd 3K), Raffaele Storti 5 (P) José Lima, Francisco Fernandes | The Sevens, Dubaj |

Tabela turniejowa:
|   | Drużyna           | Mecze | Wygrane | Remisy | Przegrane | Bilans punktów | Punkty dodatkowe | Punkty |
| - | ----------------- | ----- | ------- | ------ | --------- | -------------- | ---------------- | ------ |
| 1 | Portugalia        | 3     | 2       | 1      | 0         | 143:30         | 2                | 12     |
| 2 | Stany Zjednoczone | 3     | 2       | 1      | 0         | 133:37         | 2                | 12     |
| 3 | Hongkong          | 3     | 1       | 0      | 2         | 43:109         | 0                | 4      |
| 4 | Kenia             | 3     | 0       | 0      | 3         | 32:175         | 1                | 1      |